# Hemigraphis dorensis
Hemigraphis dorensis är en akantusväxtart som beskrevs av Spencer Le Marchant Moore. Hemigraphis dorensis ingår i släktet Hemigraphis och familjen akantusväxter. Inga underarter finns listade i Catalogue of Life.